# U 30 (U-Boot, 1914)
U 30 war ein U-Boot, das für die deutsche Kaiserliche Marine gebaut wurde.

## Geschichte, Bau und Indienststellung
Das Boot war ein sogenanntes Zweihüllenboot, welches als Hochseeboot in einem Amtsentwurf konzipiert wurde.  Der Auftrag zum Bau dieses U-Bootes wurde am 19. Februar 1912 der Kaiserlichen Werft in Danzig erteilt. Der Stapellauf erfolgte am 15. November 1913. Die Indienststellung erfolgte am 26. August 1914 unter dem Kommando von Kapitänleutnant Erich von Rosenberg-Gruszcynski.

## Technik
Das U-Boot war 64,7 m lang, 6,32 m breit und hatte einen Tiefgang von 3,48 m sowie eine Verdrängung von 669 Tonnen über und 864 Tonnen unter Wasser. Die Besatzung bestand aus 35 Mann, wovon vier Offiziere waren. Die Maschinen für die Überwasserfahrt waren zwei Sechs-Zylinder-Viertakt Dieselmotoren von MAN mit zusammen 1.471 kW (2.000 PS). Zur Unterwasserfahrt kamen zwei AEG-Doppel-Modyn-Elektromotor mit 880 kW (1.200 PS) zum Einsatz. Damit waren Geschwindigkeiten von 16,7 kn (über Wasser) bzw. 9,8 kn (unter Wasser) möglich. Der Aktionsradius betrug bis zu 8420 NM bei Überwasserfahrt. Bei getauchter Fahrt mit 5 kn wurden 85 NM erreicht bei einer maximalen Tauchtiefe von 50 Meter. Als Höchstgeschwindigkeit in aufgetauchter Fahrt werden 16,7 kn angegeben, getaucht 9,8 kn. Die sechs mitgeführten Torpedos konnten über zwei Bug- und zwei Heckrohre verschossen werden, ebenso war ein L/30 8,8-cm-Schnellfeuergeschütz eingebaut, welches ab 1916 um ein weiteres Geschütz derselben Bauart ergänzt wurde. Ab 1918 wurden allerdings diese beiden Geschütze durch ein 10,5-cm-Schnellfeuergeschütz ersetzt.

## Einsätze und Verbleib
U 30 führte während des Ersten Weltkriegs zwölf Feindfahrten durch. Dabei wurden insgesamt 26 Schiffe der Entente und neutraler Staaten mit einer Gesamttonnage von 47.383 BRT versenkt. Nach anderen Quellen waren es 27 versenkte Schiffe mit 48.060 BRT und 1 beschädigtes Schiff mit 5.189 BRT.
Am 1. Mai 1915 torpedierte die Besatzung von U 30 den US-amerikanischen Tanker Gulflight (5.189 BRT) bei den Scilly-Inseln und beschädigte ihn. Der Vorfall trug zur Verschlechterung der diplomatischen Beziehungen zwischen den damals noch neutralen Vereinigten Staaten und dem Deutschen Reich bei.
Am 22. Juni 1915 kam es vor der Emsmündung auf der Position 53° 33′ N, 6° 40′ O zu einem Brand an Bord, infolge infolgedessen das U-Boot sank. Aus dem sinkenden Boot konnten sich nur der Kommandant, der Steuermann und der Rudergänger retten. Das Boot lag in 40 Metern Tiefe, die verbleibenden 31 Personen waren in U 30 eingeschlossen. Da noch Hoffnung bestand, 13 Besatzungsmitglieder, die in einer Luftblase überlebt hatten, zu retten, wurde mehrere Bergungsversuche einschließlich des Hebeschiffs Vulkan unternommen, die jedoch fehlschlugen, da die Trossen rissen.
Am 27. August 1915 wurde U 30 durch die Hebeschiffe Nordsee und Ostsee geborgen. Die geborgenen Leichen wurden auf dem Ehrenfriedhof in Emden beigesetzt. 1916 wurde das Boot nach der Instandsetzung erneut in Dienst gestellt.
Nach Kriegsende wurde U 30 am 22. November 1918 an das Vereinigte Königreich ausgeliefert. In den Jahren 1919 bis 1920 wurde das Boot in Blyth abgewrackt.

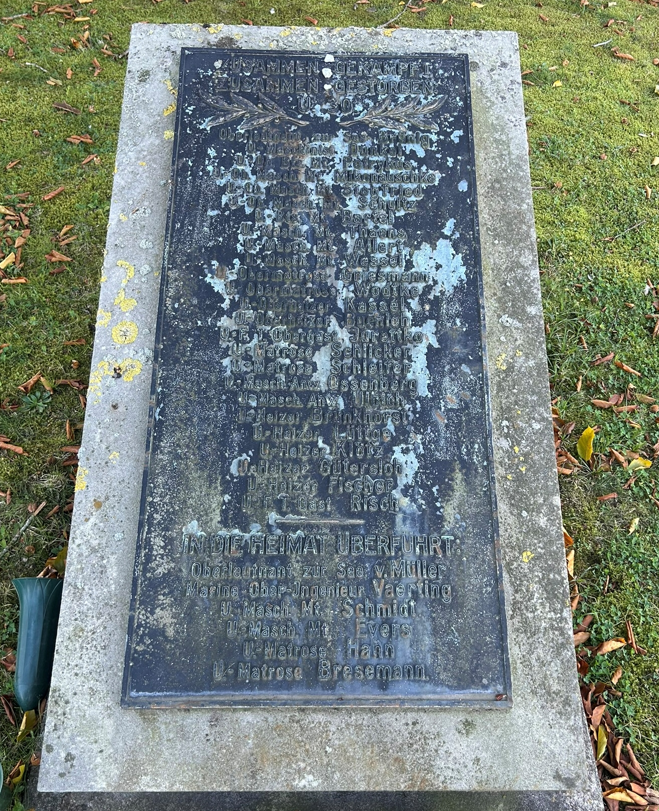
Gedenktafel für die aus U 30 geborgenen Gefallenen auf dem Ehrenfriedhof in Emden

### Versenkte Schiffe (Auswahl)
Die folgende Liste enthält Schiffe mit einer Tonnage von mehr als 1000 Bruttoregistertonnen, die von U 30 versenkt wurden:
1. Britischer Dampfer Cambank (3.112 BRT) am 20. Februar 1915[11]
2. Britischer Dampfer Mobile (1.950 BRT) am 28. April 1915[12]
3. Britischer Dampfer Cherbury (3.220 BRT) am 29. April 1915[13]
4. Britischer Dampfer Fulgent (2.008 BRT) am 30. April 1915[14]
5. Russischer Dampfer Svorono (3.102 BRT) am 30. April 1915[15]
6. Britischer Dampfer Edale (3.110 BRT) am 1. Mai 1915[16]
7. Französischer Dampfer Europe (2.026 BRT) am 1. Mai 1915[17]
8. Britischer Dampfer Minterne (3.018 BRT) am 3. Mai 1915[18]
9. Norwegischer Dampfer Lysland (1.745 BRT) am 26. Oktober 1916[19]
10. Britischer Dampfer Brierley Hill (1.168 BRT) am 1. November 1916[20]
11. Dänischer Transporter Nancy (1.325 BRT) am 11. April 1917[21]
12. Norwegischer Transporter Kolaastind (2.236 BRT) am 12. April 1917[22]
13. Finnischer Dampfer Frixos (2.471 BRT) am 13. April 1917[23]
14. Britischer Passagierdampfer Zara (1.331 BRT) am 13. April 1917[24]
15. Norwegischer Dampfer Paris (1.634 BRT) am 15. April 1917[25]
16. Britischer Dampfer Middlesex (7.265 BRT) am 16. Mai 1917[26]
17. Französisches Segelschiff Atlas (2.068 BRT) am 28. Juli 1917[27]

## Kommandanten
| Dienstgrad      | Name                            | von             | bis               |
| --------------- | ------------------------------- | --------------- | ----------------- |
| Kapitänleutnant | Erich von Rosenberg-Gruszcynski | 26. August 1914 | Juli 1915         |
| Kapitänleutnant | Kurt Wippern                    | ?               | April 1916        |
| Kapitänleutnant | Franz Grünert                   | 1. Mai 1916     | 20. November 1917 |
| Kapitänleutnant | Heinrich Middendorff            | ?               | März 1918         |
| Kapitänleutnant | Franz Adolf                     | April 1918      | Juli 1918         |
| Kapitänleutnant | Walter Becker                   | Juli 1918       | Kriegsende        |